# Acacia Bay
Acacia Bay ist ein kleiner Ort am Lake Taupō in der Region Waikato auf der Nordinsel von Neuseeland.

## Geographie
Der Ort liegt im Taupō District der Region Waikato, rund vier Kilometer südwestlich der Stadt Taupō an der Westküste der Tapuaeharuru Bay des Lake Taupō. Zum Ort gehören vier Badestrände.

## Bevölkerung
Der Ort erlebte seit 1996 einen deutlichen Bevölkerungszuwachs. Zur Volkszählung im Jahr 1996 zählte der Ort 963 Einwohner, 2001 1098 und 2006 1230 und 2013 bereits 1425 Einwohner.

## Retreatzentrum
Acacia Bay ist Sitz des Tauhara Centres, einem Retreatzentrums, das sich auch mit ökologischer und biodynamischer Landwirtschaft und Gartenbau beschäftigt. Die Organisation hat esoterische Wurzeln; sie wurde 1939 von Harriot Felkin gegründet, der Witwe von Robert William Felkin, einem bekannten Mitglied des Golden Dawns und Gründer des Ordens Stella Matutina.